# Acacia baileyana
La acacia mimosa (Acacia baileyana) es un arbusto o arbolillo de la familia de las leguminosas. Es una de las cerca de 1000 especies de Acacia de Australia. Es endémica de un área reducida al sur de Nueva Gales del Sur aunque ha sido plantada en otros estados australianos. En muchas zonas de  Victoria, esta especie se ha naturalizado y convertido en una plaga, desplazando a otras especies autóctonas. Su nombre científico se ha puesto en honor del botánico australiano Frederick Manson Bailey.

## Descripción
Es un  árbol erguido o a veces arbusto que alcanza un tamaño de 3-10 m de altura, de corteza lisa, gris o marrón; ramitas teretes con cantos, en ángulo hacia el ápice, ± pruinose, peluda o lampiña.
Hojas ± sésiles en pulvino, ceniza de color gris verdoso o azulado, con el raquis de 0,3-2,5 cm de largo, pilosos a glabros, glándulas  prominentes se presentan más bajas, excepto en 1 o 2 pares de pinnas,  pinnas generalmente 2-4 pares (rango: 1-6 parejas), de 1-3 cm de largo; pinnulas mayormente 8-24 pares (a veces 4-7 de pinnas más cortas), muy juntas, estrechamente oblongas, en su mayoría de 3-8 mm de largo y 0,7-1,6 mm de ancho, glabra u ocasionalmente ciliado.
Las inflorescencias en racimos axilares 8-36  con eje de 3-10 cm de largo o en panículas; pedúnculos de 3-7 mm de largo, glabros; cabezas globosas, con 11-25-flores, 3,5-7 mm de diámetro, de color amarillo brillante.
Legumbres curvadas directamente o, a veces un poco, ± planas, ± lados rectos, pero a menudo irregular constreñida entre las semillas, de 3-10 cm de largo, 7,5 a 15 mm de ancho, coriáceas, glabras, usualmente ± pruinosa; semillas longitudinal; funículo filiforme.

## Cultivo
Tiene una resistencia al frío regular, la cual se mejora si se le somete a frecuentes podas.

## Taxonomía
Acacia baileyana fue descrita por Ferdinand von Mueller y publicado en London Journal of Botany 5: 97. 1846.
Etimología
Ver: Acacia: Etimología
baileyana: epíteto otorgado en honor del  botánico Frederick Manson Bailey. 
Sinonimia
- Acacia baileyana F.Muell. var. aurea Pescott
- Acacia baileyana F.Muell. var. purpurea F.Muell.
- Racosperma baileyanum (F.Muell.) Pedley)[4]

## Galería

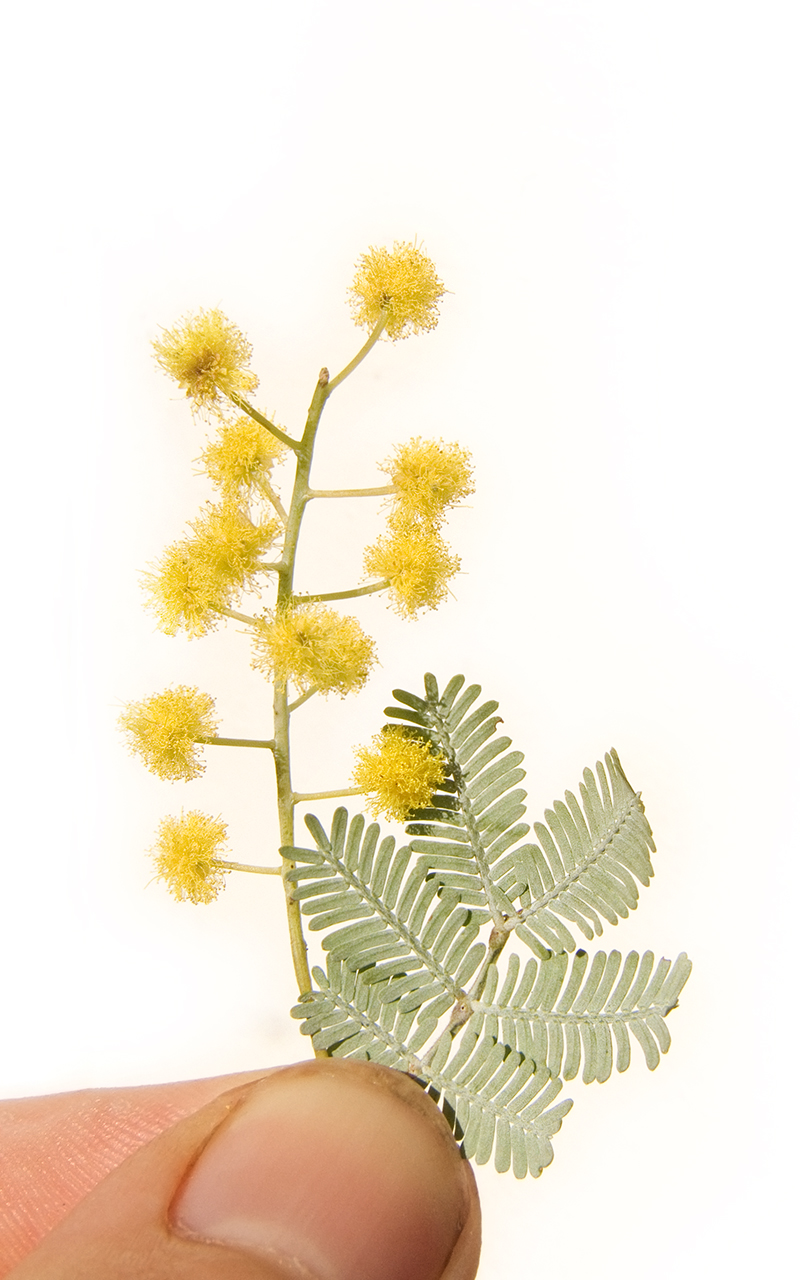
Hoja e inflorescencia
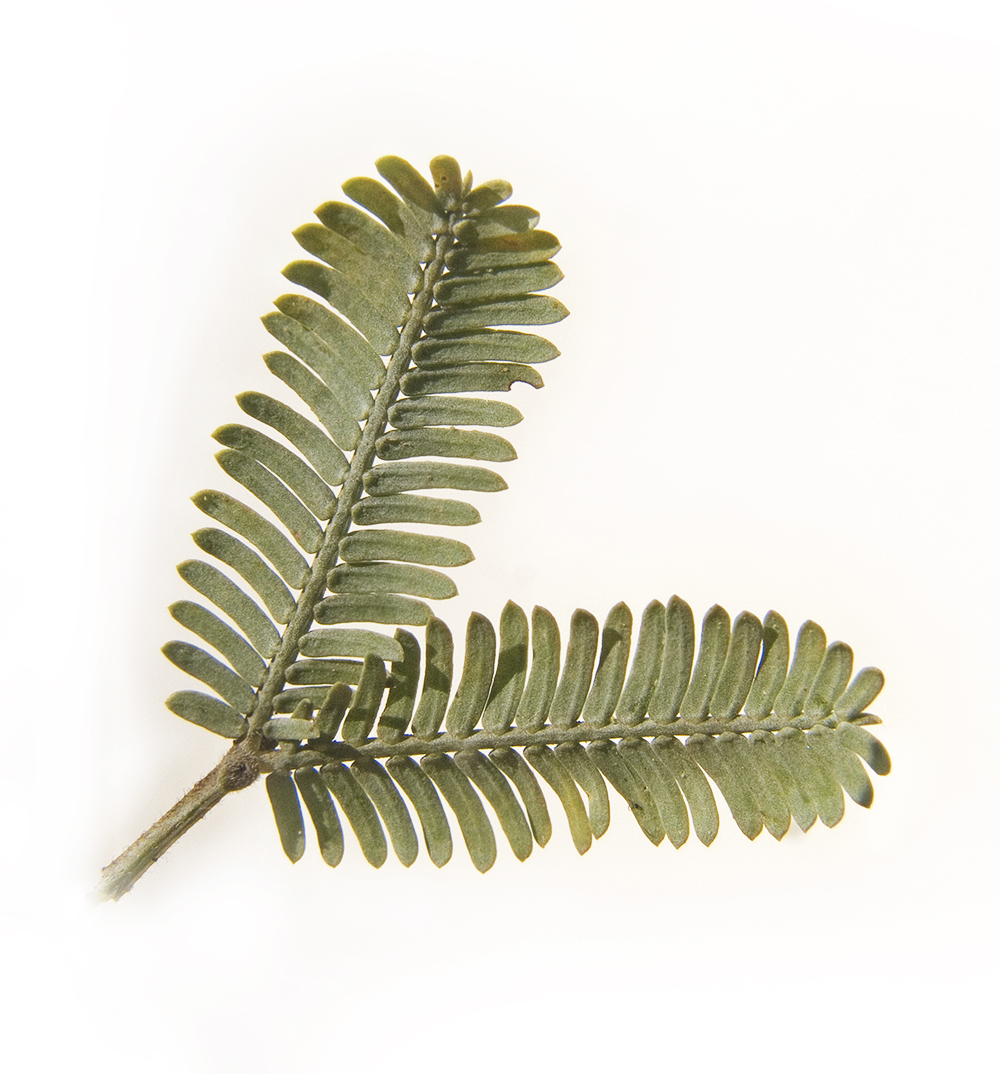
Detalle de la hoja
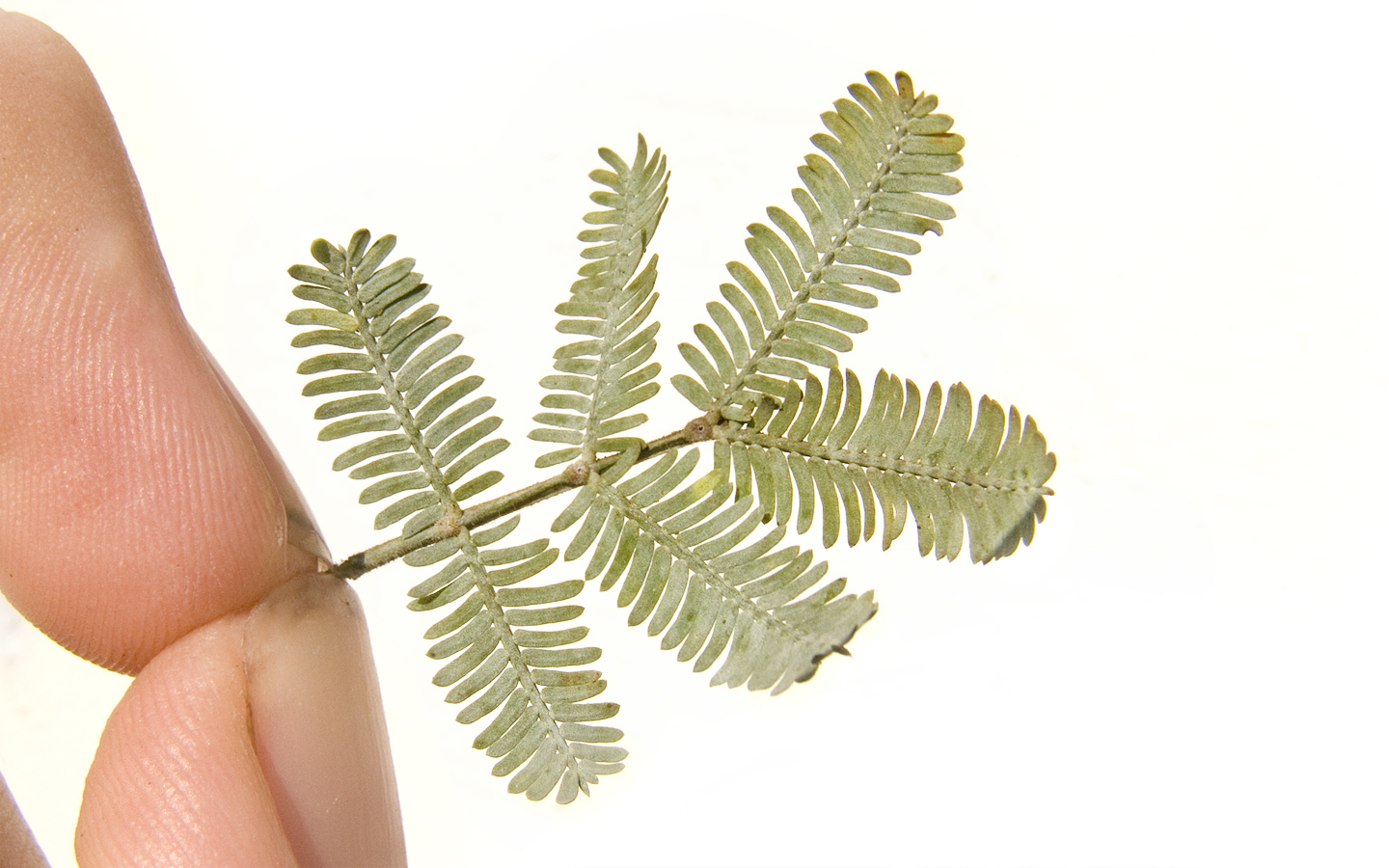
Hoja
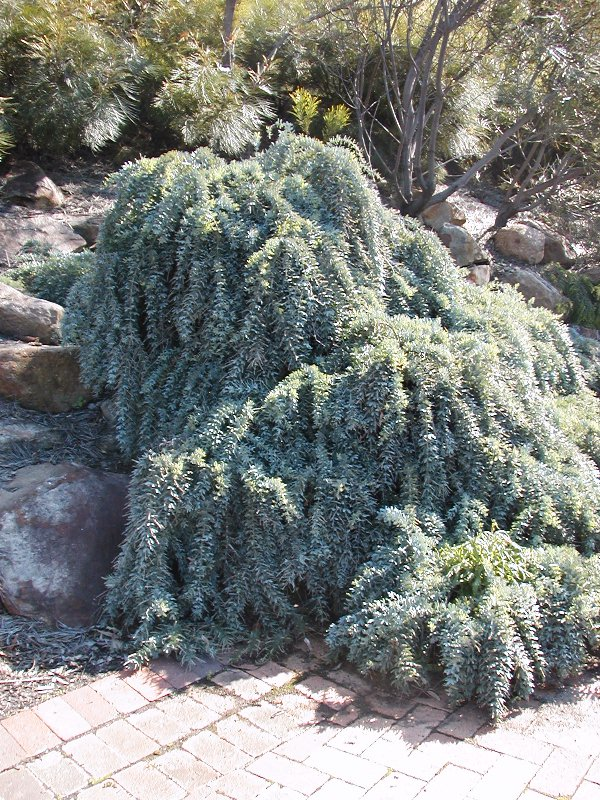
Variedad ornamental de A. baileyana de porte postrado, Illawarra Grevillea Park, Bulli, NSW